# Litoria contrastens
A Litoria contrastens a kétéltűek (Amphibia) osztályának békák (Anura) rendjébe és a levelibéka-félék (Hylidae) családjába tartozó faj.

## Előfordulása
A faj Pápua Új-Guinea endemikus faja. Természetes élőhelye mocsarak és kertek. A fajt élőhelye elvesztése fenyegeti.